# Jaroslav Schneider
Jaroslav Schneider (4. dubna 1894, Bělkovice – 13. června 1968, Ústí nad Labem) byl český chemik.

## Život a dílo
Ve 30. letech 20. století byl zakladatelem a šéfredaktorem časopisu Chemický obzor, vydávaného Spolkem inženýrů a architektů (SIA). Koncem dvacátých let 20. století přinesl technologii výroby kamence chromito-draselného rozpouštěním ferochromu v kyselině sírové do průmyslové společnosti v Kaznějově, kde od roku 1945 působil i jako ředitel. Jeho odchod z Kaznějova v r. 1948 postavil průmyslovou společnost před téměř neřešitelné problémy při výrobě kyseliny citronové.
Byl jeden z prvních nositelů Hanušovy medaile (1966).

## Vybrané publikace
- Výroba benzoové kyseliny z toluenu oxydací roztokem dvojchromanu draselného v kyselině sírové (1939)
- Výroba antracenu a karbazolu ze surového antracenu a z antracenových zbytků (1940)
- Výroba termofosfátů - Nové cesty v průmyslu fosforečných sloučenin (1951)
- Konstrukční materiály v chemické praxi (1952)
- Chemická odolnost materiálů používaných ke stavbě chemických aparatur (1952)
- Výroba strojených hnojiv (1953)
- Bezporuchový provoz v chemických závodech (1953)
- Anorganická technologie (1954)
- Nová technika v chemickém průmyslu (1956)
- Výroba fosforečných hnojiv (1961)
- Pochody a zařízení v chemickém průmyslu (1962)
- Základní výpočty v chemické výrobě (1963)
- Technologická cvičení anorganická pro 4. ročník SPŠCH (1969))